# M. Anbalakan
M. Anbalakan (ur. 27 maja 1957 w Azhagapuri) – indyjski polityk, deputowany do Zgromadzenia Ustawodawczego Tamil Nadu od 2006 z ramienia Dravida Munnetra Kazhagam. Reprezentuje okręg wyborczy Palani (dystrykt Dindigul).